# Even Balance
Even Balance (укр. Івен Беленс) — американська приватна компанія, розробник програмного забезпечення. Базується у місті Спрінг, штат Техас, США. Компанія відома насамперед своєю античитерською програмою PunkBuster.